# SQL
SQL (от англ. Structured Query Language — язык структурированных запросов) — декларативный язык программирования, применяемый для создания, модификации и управления данными в реляционной базе данных, управляемой соответствующей системой управления базами данных.
Является, прежде всего, информационно-логическим языком, предназначенным для описания, изменения и извлечения данных, хранимых в реляционных базах данных. В общем случае SQL (без ряда современных расширений) является языком программирования неполным по Тьюрингу, но вместе с тем стандарт языка спецификацией SQL/PSM предусматривает возможность его процедурных расширений.
Изначально SQL был основным способом работы пользователя с базой данных и позволял выполнять следующий набор операций:
- создание в базе данных новой таблицы;
- добавление в таблицу новых записей;
- изменение записей;
- удаление записей;
- выборка записей из одной или нескольких таблиц (в соответствии с заданным условием);
- изменение структур таблиц.

Со временем SQL усложнился — обогатился новыми конструкциями, обеспечил возможность описания и управления новыми хранимыми объектами (например, индексы, представления, триггеры и хранимые процедуры) — и стал приобретать черты, свойственные языкам программирования.
При всех своих изменениях SQL остаётся самым распространённым лингвистическим средством для взаимодействия прикладного программного обеспечения с базами данных. В то же время современные СУБД, а также информационные системы, использующие СУБД, предоставляют пользователю развитые средства визуального построения запросов.

## История

### Первые разработки
Дональд Чемберлин и Раймонд Бойс начали работу над языком реляционных баз данных после того, как узнали о реляционной модели от Эдгара Кодда, встретившись с ним на симпозиуме в Нью-Йорке в 1972 году. По воспоминаниям Чемберлина, это было «откровением».
Авторы были впечатлены выразительностью и компактностью реляционной алгебры и реляционного исчисления, предложенных Коддом, для представления сложных запросов. Кодд использовал символическую запись с математическими обозначениями операций, но Чемберлин и Бойс захотели спроектировать язык так, чтобы им мог воспользоваться любой пользователь, даже не имеющий навыков программирования и знаний математики.
После симпозиума Кодда, Чемберлин и Бойс провели следующий год в экспериментах над дизайном языка. Первой их попыткой был язык SQUARE (Specifying Queries in A Relational Environment), но он был сложен в практическом использовании из-за математической нотации с верхними и нижними индексами.
После переезда в Исследовательскую лабораторию Сан-Хосе в 1973 году, Чемберлин и Бойс начали работу над совершенно новым языком, который был назван SEQUEL (от Structured English QUEry Language, «английский язык структурированных запросов»). Авторы надеялись, что после небольшой практики даже пользователи-неспециалисты (например, бухгалтеры, инженеры, архитекторы, градостроители) смогут читать запросы так, словно последние написаны на обычном английском языке. Язык был назван «декларативным», поскольку он описывал желаемый результат, а не детальный план поиска этой информации. Предполагалось, что переводом декларативного запроса в детальный план исполнения будет заниматься специальный оптимизирующий компилятор.
Первая общедоступная статья о SEQUEL была опубликована в 1974 году. Через месяц после этого Рей Бойс скончался. После его смерти язык SEQUEL продолжил развитие как часть проекта IBM System R. Пэт Селинджер (Pat Selinger) занималась разработкой стоимостного оптимизатора (cost-based optimizer), Рэймонд Лори (Raymond Lorie) занимался компилятором запросов.
В 1977 году авторы получили письмо от юриста британской авиастроительной группы компаний Hawker Siddeley, уведомляющее, что этой компании принадлежит торговая марка «SEQUEL». Было принято решение сократить название языка до SQL (от Structured Query Language, «язык структурированных запросов»). Тем не менее, первоначальное название SEQUEL повлияло на современное произношение аббревиатуры SQL (см. ниже).
Первыми СУБД, поддерживающими новый язык, стали в 1979 году Oracle V2 для машин VAX компании Relational Software (впоследствии ставшей компанией Oracle) и System/38 фирмы IBM, основанная на System/R.
Изначально термин «SQL» являлся аббревиатурой, однако в первом официальном стандарте ANSI 1986 года фраза «Structured Query Language» нигде не упоминалась, а язык назывался «Database Language — SQL». В последующих стандартах ISO/IEC 9075:1989 и ISO/IEC 9075:1992 вместо «Database Language — SQL» использовалось название «Database Language SQL», или просто «language SQL». Однако в описании стандарта ISO/IEC 9075-1:2011 на сайте ISO указывалось: «ISO/IEC 9075 defines Structured Query Language (SQL)».
SQL был не единственным языком подобного назначения. В Калифорнийском Университете Беркли была разработана некоммерческая СУБД Ingres (являвшаяся дальним прародителем популярной сейчас некоммерческой СУБД PostgreSQL), которая являлась реляционной СУБД, но использовала свой собственный язык QUEL, который, не выдержал конкуренции по количеству поддерживающих его СУБД по сравнению с языком SQL. В качестве альтернативного подхода для обеспечения пользовательского доступа к базам данных также рассматривался появившийся в 1970-е годы метод QBE, впоследствии в видоизменённой форме появившийся в ряде интегрированных сред управления данными, но так и не заменивший, а лишь дополнивший SQL.

### Стандартизация
Поскольку к началу 1980-х годов существовало несколько вариантов СУБД разных производителей, причём, каждый из них обладал собственной реализацией языка запросов, было принято решение разработать стандарт языка, который будет гарантировать переносимость ПО с одной СУБД на другую (при условии, что они будут поддерживать этот стандарт).
В 1983 году Международная организация по стандартизации (ISO) и Американский национальный институт стандартов (ANSI) приступили к разработке стандарта языка SQL. По прошествии множества консультаций и отклонения нескольких предварительных вариантов, в 1986 году ANSI представил свою первую версию стандарта, описанную в документе ANSI X3.135-1986 под названием «Database Language — SQL» (Язык баз данных SQL). Неофициально этот стандарт SQL-86 получил название SQL1. Год спустя была завершена работа над версией стандарта ISO 9075-1987 под тем же названием. Разработка этого стандарта велась под патронажем Технического комитета TC97 (англ. Technical Committee TC97), областью деятельности которого являлись процессы вычисления и обработки информации (англ. Computing and Information Processing). Именно его подразделение, именуемое как Подкомитет SC21 (англ. Subcommittee SC21), курировало разработку стандарта, что стало залогом идентичности стандартов ISO и ANSI для SQL1 (SQL-86).
Стандарт SQL1 разделялся на два уровня. Первый уровень представлял собой подмножество второго уровня, описывавшего весь документ в целом. То есть, такая структура предусматривала, что не все спецификации стандарта SQL1 будут относиться к Уровню 1. Тем самым поставщик, заявлявший о поддержке данного стандарта, должен был заявлять об уровне, которому соответствует его реализация языка SQL. Это значительно облегчило принятие и поддержку стандарта, поскольку производители могли реализовывать его поддержку в два этапа.
Со временем к стандарту накопилось несколько замечаний и пожеланий, особенно с точки зрения обеспечения целостности и корректности данных, в результате чего в 1989 году данный стандарт был расширен, получив название SQL89. В частности, в него была добавлена концепция первичного и внешнего ключей. ISO-версия документа получила название ISO 9075:1989 «Database Language SQL with Integrity Enhancements» (Язык баз данных SQL с добавлением контроля целостности). Параллельно была закончена и ANSI-версия.
Сразу после завершения работы над стандартом SQL1 в 1987 году была начата работа над новой версией стандарта, который должен был заменить стандарт SQL89, получив название SQL2, поскольку дата принятия документа на тот момент была неизвестна. Таким образом, фактически SQL89 и SQL2 разрабатывались параллельно. Новая версия стандарта была принята в 1992 году, заменив стандарт SQL89. Новый стандарт, озаглавленный как SQL92, представлял собой по сути расширение стандарта SQL1, включив в себя множество дополнений, имевшихся в предыдущих версиях инструкций.
Как и SQL1, SQL92 так же был разделён на несколько уровней, однако, во-первых, число уровней было увеличено с двух до трёх, а во-вторых, они получили названия вместо порядковых цифр: начальный (англ. entry), средний (англ. intermediate), полный (англ. full). Уровень «полный», как и Уровень 2 в SQL1, подразумевал весь стандарт целиком. Уровень «начальный» представлял собой подмножество уровня «средний», в свою очередь, представлявшего собой подмножество уровня «полный». Уровень «начальный» был сравним с Уровнем 2 стандарта SQL1, но спецификации этого уровня были несколько расширены. Таким образом, цепочка включений уровней стандартов выглядела примерно следующим образом: SQL1 Уровень 1 → SQL1 Уровень 2 → SQL92 «Начальный» → SQL92 «Средний» → SQL92 «Полный».
После принятия стандарта SQL92 к нему были добавлены ещё несколько документов, расширявших функциональность языка. Так, в 1995 году был принят стандарт SQL/CLI (Call Level Interface, интерфейс уровня вызовов), впоследствии переименованный в CLI95. На следующий год был принят стандарт SQL/PSM (Persistent Stored Modules, постоянно хранимые модули), получивший название PSM-96.
Следующим стандартом стал SQL:1999 (SQL3). В настоящее время действует стандарт, принятый в 2003 году (SQL:2003) с небольшими модификациями, внесёнными позже (SQL:2008). История версий стандарта:
| Год  | Название | Иное название    | Изменения |
| ---- | -------- | ---------------- | --- |
| 1986 | SQL-86   | SQL-87           | Первый вариант стандарта, принятый институтом ANSI и одобренный ISO в 1987 году. |
| 1989 | SQL-89   | FIPS 127-1       | Немного доработанный вариант предыдущего стандарта. |
| 1992 | SQL-92   | SQL2, FIPS 127-2 | Значительные изменения (ISO 9075); уровень Entry Level стандарта SQL-92 был принят как стандарт FIPS 127-2.                                                                                    |
| 1999 | SQL:1999 | SQL3             | Добавлена поддержка регулярных выражений, рекурсивных запросов, поддержка триггеров, базовые процедурные расширения, нескалярные типы данных и некоторые объектно-ориентированные возможности. |
| 2003 | SQL:2003 |                  | Введены расширения для работы с XML-данными, оконные функции (применяемые для работы с OLAP-базами данных), генераторы последовательностей и основанные на них типы данных.                    |
| 2006 | SQL:2006 |                  | Функциональность работы с XML-данными значительно расширена. Появилась возможность совместно использовать в запросах SQL и XQuery.                                                             |
| 2008 | SQL:2008 |                  | Улучшены возможности оконных функций, устранены некоторые неоднозначности стандарта SQL:2003                                                                                                   |
| 2011 | SQL:2011 |                  | Реализована поддержка хронологических баз данных (PERIOD FOR), поддержка конструкции FETCH. |
| 2016 | SQL:2016 |                  | Защита на уровне строк, полиморфные табличные функции, JSON. |
| 2023 | SQL:2023 |                  | Операции над графами. Агрегатная функция ANY_VALUE(). Поддержка шестнадцатеричных/двоичных/восьмеричных литералов, улучшение поддержки JSON.                                                   |

### Вопросы совместимости
По традиции, как и со многими стандартами в IT-индустрии, с языком SQL возникла проблема: на каком-то этапе многие производители использующего SQL программного обеспечения решили, что функциональность в текущей (на тот момент времени) версии стандарта недостаточна, и её желательно расширить. В результате у разных производителей систем управления базами данных (СУБД) стали использоваться разные диалекты SQL, в общем случае между собой несовместимые.
До 1996 года вопросами соответствия коммерческих реализаций SQL стандарту занимался в основном Национальный институт стандартов и технологий (NIST), который и устанавливал уровень соответствия стандарту. Поздне́е подразделение, занимавшееся СУБД, было расформировано, и на текущий момент все усилия по проверке СУБД на соответствие стандарту ложатся на её производителя.
Впервые понятие «уровня соответствия» было предложено в стандарте SQL-92. А именно, ANSI и NIST определяли четыре уровня соответствия реализации этому стандарту:
1. Entry (базовый)
2. Transitional (переходный) — проверку на соответствие этому уровню проводил только NIST
3. Intermediate (промежуточный)
4. Full (полный)

Легко можно понять, что каждый последующий уровень соответствия заведомо подразумевал соответствие предыдущему уровню. Далее, согласно данной «лесенке» стандартов, любая СУБД, которая соответствовала уровню Entry, могла заявлять себя как «SQL-92 compliant» («совместимая с SQL-92»), хотя на самом деле переносимость и соответствие стандарту ограничивалось набором возможностей, входящих в этот уровень.
Положение изменилось с введением стандарта SQL:1999. Отныне стандарт приобрёл модульную структуру — основная часть стандарта была вынесена в раздел «SQL/Foundation», все остальные были выведены в отдельные модули. Соответственно, остался только один уровень совместимости — Core, что означало поддержку этой основной части. Поддержка остальных возможностей оставлена на усмотрение производителей СУБД. Аналогичное положение имело место и с последующими версиями стандарта.

### NoSQL
Движение NoSQL второй половины 2000-х годов, зафиксировавшее в своём названии «отрицание SQL», было вызвано не столько отказом от языка как такового, а объединило СУБД, отказавшиеся от реляционной модели и принципов строгой согласованности ради горизонтальной масштабируемости и ряда других качеств. При этом в ранних NoSQL-системах поддержка SQL действительно отсутствовала, со временем некоторые из таких СУБД обзавелись специфическими SQL-подобными языками запросов (CQL, N1QL, AQL и другими). В 2010-е годы ряд СУБД отнёс себя к категории NewSQL, в них при сохранении свойств масштабируемости NoSQL-систем реализована и поддержка SQL, в разных системах — разной степени совместимости со стандартами. Кроме того, поддержка SQL в 2010-е годы появилась не только в СУБД, но и для экосистемы Hadoop (Spark SQL, Phoenix, Impala), а также в связующем программном обеспечении (брокер сообщений Kafka, система потоковой обработки Flink), таким образом, язык постепенно становится фактическим стандартом доступа к любым обрабатываемым данным, не только реляционной природы.

## Элементы
Язык SQL представляет собой совокупность операторов, инструкций, вычисляемых функций.
Согласно общепринятому стилю программирования, операторы (и другие зарезервированные слова) в SQL обычно рекомендуется писать прописными буквами.
Операторы SQL делятся на:
- операторы определения данных (Data Definition Language, DDL):
  - CREATE создаёт объект базы данных (саму базу, таблицу, представление, пользователя и так далее),
  - ALTER изменяет объект,
  - DROP удаляет объект;
- операторы манипуляции данными (Data Manipulation Language, DML):
  - SELECT выбирает данные, удовлетворяющие заданным условиям,
  - INSERT добавляет новые данные,
  - UPDATE изменяет существующие данные,
  - DELETE удаляет данные;
- операторы определения доступа к данным (Data Control Language, DCL):
  - GRANT предоставляет пользователю (группе) разрешения на определённые операции с объектом,
  - REVOKE отзывает ранее выданные разрешения,
  - DENY задаёт запрет, имеющий приоритет над разрешением;
- операторы управления транзакциями (Transaction Control Language, TCL):
  - COMMIT применяет транзакцию,
  - ROLLBACK откатывает все изменения, сделанные в контексте текущей транзакции,
  - SAVEPOINT делит транзакцию на более мелкие участки.

## Преимущества и недостатки

### Преимущества
Независимость от конкретной СУБД
Несмотря на наличие диалектов и различий в синтаксисе, в большинстве своём тексты SQL-запросов, содержащие DDL и DML, могут быть достаточно легко перенесены из одной СУБД в другую. Существуют системы, разработчики которых изначально ориентировались на применение по меньшей мере нескольких СУБД (например: система электронного документооборота Documentum может работать как с Oracle Database, так и с Microsoft SQL Server и DB2). Естественно, что при применении некоторых специфичных для реализации возможностей такой переносимости добиться уже очень трудно.
Наличие стандартов
Наличие стандартов и набора тестов для выявления совместимости и соответствия конкретной реализации SQL общепринятому стандарту только способствует «стабилизации» языка. Правда, стоит обратить внимание, что сам по себе стандарт местами чересчур формализован и раздут в размерах (например, базовая часть стандарта SQL:2003 состоит из более чем 1300 страниц текста).
Декларативность
С помощью SQL программист описывает только то, какие данные нужно извлечь или модифицировать. То, каким образом это сделать, решает СУБД непосредственно при обработке SQL-запроса. Однако не стоит думать, что это полностью универсальный принцип — программист описывает набор данных для выборки или модификации, однако ему при этом полезно представлять, как СУБД будет разбирать текст его запроса. Чем сложнее сконструирован запрос, тем больше он допускает вариантов написания, различных по скорости выполнения, но одинаковых по итоговому набору данных.

### Недостатки
Несоответствие реляционной модели данных
Создатели реляционной модели данных Эдгар Кодд, Кристофер Дейт и их сторонники указывают на то, что SQL не является истинно реляционным языком. В частности, они указывают на следующие дефекты SQL с точки зрения реляционной теории:
- допущение строк-дубликатов в таблицах и результатах выборок, что в рамках реляционной модели данных невозможно и недопустимо;
- поддержка неопределённых значений (NULL), создающая фактически многозначную логику;
- значимость порядка столбцов, возможность ссылок на столбцы по номерам (в реляционной модели столбцы должны быть равноправны);
- допущение столбцов без имени, дублирующихся имён столбцов.

В опубликованном Кристофером Дейтом и Хью Дарвеном Третьем манифесте они излагают принципы СУБД следующего поколения и предлагают язык Tutorial D, который является подлинно реляционным.
Сложность
Хотя SQL и задумывался как средство работы конечного пользователя, позже он стал настолько сложным, что превратился в инструмент программиста.
Отступления от стандартов
Несмотря на наличие международного стандарта ANSI SQL-92, многие разработчики СУБД вносят изменения в язык SQL, применяемый в разрабатываемой СУБД, тем самым отступая от стандарта. Таким образом появляются специфичные для каждой конкретной СУБД диалекты языка SQL.
Сложность работы с иерархическими структурами
Ранее диалекты SQL большинства СУБД не предлагали способа манипуляции древовидными структурами. Некоторые поставщики СУБД предлагали свои решения (например, в Oracle Database используется выражение CONNECT BY). В настоящее время в ANSI стандартизована рекурсивная конструкция WITH из диалекта SQL DB2. В Microsoft SQL Server рекурсивные запросы (Recursive Common Table Expressions) появились с версии 2005.

## Процедурные расширения
Поскольку SQL не является привычным процедурным языком программирования (то есть не предоставляет средств для построения циклов, ветвлений и так далее), вводимые разными производителями расширения касались в первую очередь процедурных расширений. Это хранимые процедуры (stored procedures) и процедурные языки-«надстройки». Практически в каждой СУБД применяется свой процедурный язык, в частности, в Oracle Database используется PL/SQL (поддерживается также в DB2 и Timesten), в Interbase и Firebird — PSQL, в DB2 — SQL PL, в Microsoft SQL Server и Adaptive Server Enterprise — Transact-SQL, в PostgreSQL — PL/pgSQL.

## Произношение
Несмотря на то, что аббревиатура SQL формально должна произносится как «эс-кью-эл» ([ˈɛsˈkjuˈɛl]), первоначальная версия сокращённого названия языка — SEQUEL — совпадала по написанию со словом sequel и до сих пор часто произносится как «си́квел» (/ˈsiːkwəl/).
Различия в произношении наблюдаются даже среди специалистов. Так, один из авторов языка, Дэвид Чемберлин использует произношение «эс-кью-эл», а Кристофер Дейт — «сиквел». В ролике, рекламирующем Microsoft SQL Server, Билл Гейтс на 16-й секунде использует вариант «сиквел», а на 38-й — «эс-кью-эл».
Официальное произношение СУБД MySQL, согласно документации, — «Май-эс-кью-эл», PostgreSQL — «Пост-грес-кью-эл», тогда как разработчики Microsoft SQL Server и Oracle предпочитают произношение «сиквел», например, в таких терминах как PL/SQL и T-SQL.